# Veniks. Половые щётки
«Veniks (Половые щётки)» — советский двухсерийный фильм-комедия режиссёра Ивана Василёва по мотивам фарса Клода Манье «Блэз».
Фильм был снят в 1991 году. На его выход в прокат был наложен судебный запрет на время рассмотрения иска, поданного Лидией Вележевой. Актриса, не желавшая сниматься обнажённой, была оскорблена тем, что создатели без предупреждения привлекли для этой цели дублёрш. В октябре 1991 года кинокартина демонстрировалась на сочинском кинорынке, проходившем под эгидой «Кинотавра». В широкий прокат фильм так и не вышел.

## Сюжет
Блэз — молодой парижский художник, он беден, его картины не продаются, и он вынужден зарабатывать на жизнь продажей половых щёток, предлагая их от двери к двери. Его любовница Женевьева втягивает его в аферу, которая поможет решить его материальные затруднения. Блэз должен арендовать на две недели богатую виллу в 16 квартале Парижа, чтобы произвести впечатление на состоятельного коммерсанта Карлье (чьей любовницей Женевьева также является) и жениться на его умственно отсталой дочери.
Выпроводив Ариану, коллегу Женевьевы по цеху и хозяйку виллы, Блэз начинает приготовления к визиту богатых гостей. Присланная из бюро по найму симпатичная, но глупая служанка Мария помогает ему в этом таким образом, что больше мешает. Через череду курьёзов и нелепостей Блэз находит одобрение и понимание Карлье и получает заказ на картину с изображением обнажённой натуры. Пока Блэз выпроваживает важных гостей, Мария находит краски и холст и как бы случайно пишет прекрасное полотно.
Чтобы выполнить заказ Карлье, Блэз убеждает Марию позировать ему. Возвращается Карлье и убеждает Блэза сдать ему в аренду виллу в течение следующего дня, чтобы использовать её в качестве места для свидания. Художнику необходимы деньги, и он соглашается. Карлье забирает картину, написанную Марией, приняв её за картину Блэза. Последний понимает, что служанка более талантлива, чем он сам.
Весь следующий день Марии приходится бок о бок помогать Блэзу распутывать сложную ситуацию, в которой он оказывается. Сначала появляется Ариана, которая вернулась с лыжного курорта в гипсе и инвалидной коляске. Её приходится удалить из дома. Потом возникает Женевьева, чтобы провести время с Блэзом. Потом приходит китаянка, разговаривающая только по-китайски. Потом является Карлье, который собирался развлекаться с китаянкой, в связи с чем необходимо скрыть голую Женевьеву, чтобы Карлье не догадался о её связи с Блэзом. Потом является дочь Карлье, которая в грубой форме пытается загнать Блэза в постель. Пока он сопротивляется, приходит жена Карлье, от которой приходится прятать не только Женевьеву, но и её мужа и дочь. По ходу дела Мария не теряет времени даром и проводит аферу с продажей крупной партии половых щёток Карлье, в результате чего становится миллионершей.
В конце концов художнику приходится раскрыть все карты, от чего он чуть не сходит с ума. Осознав всё, он предлагает руку и сердце Марии.

## В ролях
- Евгений Редько — Блэз д'Амбрие
- Ольга Жулина — Мария Ивановна Тарасова
- Александр Лазарев-ст. — Клебер Карлье
- Светлана Немоляева — мадам Карлье
- Екатерина Дурова — Лаура Карлье
- Валентина Григорьева — Женевьева
- Георгий Милляр — Ариана Кларенс
- Лидия Вележева — Сяо-Мяо